# Saint-Pierre-du-Palais
Saint-Pierre-du-Palais és un municipi francès situat al departament del Charente Marítim i a la regió de la Nova Aquitània. L'any 2007 tenia 314 habitants.

## Demografia

### Població
El 2007 la població de fet de Saint-Pierre-du-Palais era de 314 persones. Hi havia 131 famílies de les quals 39 eren unipersonals (25 homes vivint sols i 14 dones vivint soles), 53 parelles sense fills, 35 parelles amb fills i 4 famílies monoparentals amb fills.
La població ha evolucionat segons el següent gràfic:
Habitants censats

### Habitatges
El 2007 hi havia 172 habitatges, 134 eren l'habitatge principal de la família, 18 eren segones residències i 21 estaven desocupats. 169 eren cases i 1 era un apartament. Dels 134 habitatges principals, 101 estaven ocupats pels seus propietaris, 23 estaven llogats i ocupats pels llogaters i 10 estaven cedits a títol gratuït; 4 tenien dues cambres, 24 en tenien tres, 48 en tenien quatre i 59 en tenien cinc o més. 120 habitatges disposaven pel capbaix d'una plaça de pàrquing. A 60 habitatges hi havia un automòbil i a 64 n'hi havia dos o més.

### Piràmide de població
La piràmide de població per edats i sexe el 2009 era:
| Homes | Edats   | Dones |
| ----- | ------- | ----- |
| 0     | 95 o +  | 0     |
| 0     | 90 a 94 | 0     |
| 0     | 85 a 89 | 0     |
| 0     | 80 a 84 | 0     |
| 4     | 75 a 79 | 12    |
| 8     | 70 a 74 | 0     |
| 12    | 65 a 69 | 20    |
| 8     | 60 a 64 | 16    |
| 4     | 55 a 59 | 12    |
| 4     | 50 a 54 | 0     |
| 20    | 45 a 49 | 4     |
| 12    | 40 a 44 | 16    |
| 8     | 35 a 39 | 4     |
| 8     | 30 a 34 | 20    |
| 0     | 25 a 29 | 4     |
| 0     | 20 a 24 | 0     |
| 8     | 15 a 19 | 12    |
| 16    | 10 a 14 | 0     |
| 4     | 5 a 9   | 4     |
| 8     | 0 a 4   | 4     |

## Economia
El 2007 la població en edat de treballar era de 188 persones, 129 eren actives i 59 eren inactives. De les 129 persones actives 116 estaven ocupades (72 homes i 44 dones) i 13 estaven aturades (6 homes i 7 dones). De les 59 persones inactives 23 estaven jubilades, 10 estaven estudiant i 26 estaven classificades com a «altres inactius».

### Ingressos
El 2009 a Saint-Pierre-du-Palais hi havia 135 unitats fiscals que integraven 320 persones, la mediana anual d'ingressos fiscals per persona era de 14.752,5 €.

### Activitats econòmiques
Dels 14 establiments que hi havia el 2007, 1 era d'una empresa de fabricació d'altres productes industrials, 2 d'empreses de construcció, 2 d'empreses de comerç i reparació d'automòbils, 3 d'empreses de transport, 2 d'empreses financeres, 1 d'una empresa de serveis i 3 d'empreses classificades com a «altres activitats de serveis».
Dels 2 establiments de servei als particulars que hi havia el 2009, 1 era un taller de reparació d'automòbils i de material agrícola i 1 perruqueria.
L'any 2000 a Saint-Pierre-du-Palais hi havia 7 explotacions agrícoles.

## Equipaments sanitaris i escolars
El 2009 hi havia una escola elemental integrada dins d'un grup escolar amb les comunes properes formant una escola dispersa.

## Poblacions més properes
El següent diagrama mostra les poblacions més properes.